# Быково (Забайкальский край)
Быково — село в Красночикойском районе Забайкальского края России. Входит в состав сельского поселения «Коротковское».

## География
Село находится в северной части района, на левом берегу реки Чикой, на расстоянии примерно 16 километров (по прямой) к востоку-северо-востоку (ENE) от села Красный Чикой. Абсолютная высота — 775 метров над уровнем моря.
Климат
Климат характеризуется как резко континентальный. Средняя температура самого тёплого месяца (июля) составляет 14 — 16 °С (абсолютный максимум — 36 °С). Средняя температура самого холодного месяца (января) — −22 — −26 °С (абсолютный минимум — −53 °С). Годовое количество осадков — 350—500 мм.
Часовой пояс
Село Быково находится в часовой зоне МСК+6. Смещение применяемого времени относительно UTC составляет +9:00.

## История
Основано в 1805 году семейскими на месте заимки.

## Население
| 1926 | 1998 | 2002 | 2010 | 2021 |
| ---- | ---- | ---- | ---- | ---- |
| 414  | ↘167 | ↘143 | ↘129 | ↘91  |

Половой состав
По данным Всероссийской переписи населения 2010 года в гендерной структуре населения мужчины составляли 48,1 %, женщины — соответственно 51,9 %.
Национальный состав
Согласно результатам переписи 2002 года, в национальной структуре населения русские составляли 99 % из 143 чел.

## Инфраструктура
В селе функционирует фельдшерско-акушерский пункт.

## Улицы
Уличная сеть села состоит из четырёх улиц.